# 移剌曷补
移剌曷补（？—1161年），又作移剌葛补，契丹族，移剌氏（耶律氏），金朝中期大臣。
移剌曷补官至东京院都监。正隆六年（1161年）十月，在东京辽阳府拥立完颜雍即帝位，废完颜亮，改元大定。以北面行营都统白彦敬与副统纥石烈志宁不从世宗之命，世宗派他与石抹移迭去招抚，结果被害，世宗追赠他为镇国上将军，令其家食五品俸，收录其子。